# Enkrös
Enkrös (Tremella karstenii) är en svampart som beskrevs av Hauerslev 1999. Enkrös ingår i släktet Tremella och familjen Tremellaceae.  Arten är reproducerande i Sverige. Inga underarter finns listade i Catalogue of Life.